# Andrew Powell
Andrew Powell (Londres, 18 de abril de 1949) es un músico, compositor, productor y arreglista inglés. Se le considera un prestigioso músico orquestal contemporáneo que, debido a su versatilidad, ha trabajado con artistas de géneros poco relacionados con la música clásica como Kate Bush, Kansas, Steve Harley o, especialmente, Alan Parsons, Eric Woolfson y The Alan Parsons Project.

## Biografía
Comenzó su vocación musical a la edad de 4 años, tomando lecciones de piano, percusión orquestal, violín y viola. A los 11 años escribió la banda sonora para un corto en su escuela al cual describió como 15 minute shorts produced by the film society. 
En Alemania estudió junto Stockhausen y retornó a Inglaterra para obtener el graduado musical en el King's College (Cambridge). Formó parte de un grupo electrónico llamado Intermodulation quienes fueron pioneros en el uso de sintetizadores electrónicos y que logró la colaboración de artistas como John Cage y el propio Stockhausen.
En 1973 Powell comenzó a trabajar en estudios de grabación musical inicialmente para artistas de género rock y rock progresivo. Con Steve Harley & Cockney Rebel's participó en el álbum The Psychomodo (1974) junto al ingeniero de sonido Alan Parsons. Desde ese momento Parsons y Powell realizarían trabajos conjuntos para artistas como John Miles, Pilot, The Hollies y Al Stewart.
En solitario Powell participó como productor en los dos primeros álbumes de Kate Bush The Kick Inside y Lionheart (1978) y en el álbum Power (1986) de Kansas.
Tras la creación de The Alan Parsons Project, impulsado por Eric Woolfson y Alan Parsons, Powell realiza los trabajos orquestales en el primer álbum de la banda Tales of mystery and imagination, especialmente en la canción «The Fall of the House of Usher» donde despliega todo su potencial creativo.

"A principios de 1975 Alan Parsons me llamó para invitarme a una reunión con su manager Eric Woolfson. Nos reunimos para tomar el té en el hotel Dorchester en Londres. Tenía una idea para un nuevo álbum, basado en las historias de Edgar Allan Poe, y quería que me involucrara como arreglista, director y co-escritor. (...) A Alan le gustó mi inusual acercamiento a los arreglos: dijo que yo era el único arreglista con el que había trabajado que doblaba cuerdas con instrumentos de viento (un truco bastante común en la música clásica), y que usaba texturas de vanguardia".
Andrew Powell sobre su trabajo con Alan Parsons y Eric Woolfson 

Para el segundo álbum de The Alan Parsons Project, I Robot, Powell aporta el único tema que no fue escrito por la dupla Woolfson - Parsons en toda la carrera de The Alan Parsons Project, «Total Eclipse», en cuyo trabajo (inspirado probablemente en Lux Aeterna de György Ligeti que se utilizara en la banda sonora de la película 2001: Una odisea del espacio) sintetiza en acordes violentos y coros casi caóticos, toda la trama del propio álbum. A partir de ese momento Powell participa en todos los trabajos de The Alan Parsons Project con la excepción de Vulture Culture (1985).
En 1983 Andrew realiza, junto a la Orquesta Filarmónica de Londres, The Best of The Alan Parsons Project, un homenaje al trabajo de la banda con retoques filarmónicos de sus temas.
En 1985 realiza la banda sonora del film Ladyhawke, dirigida por Richard Donner e interpretada por Rutger Hauer y Michelle Pfeiffer, cuyo trabajo sonoro es producido por Alan Parsons y que contó con varios miembros de The Alan Parsons Project como Ian Bairnson, David Paton, Stuart Elliott y Richard Cottle.

"Ciertamente hubo una premura de tiempo en la escritura de la partitura pero siempre he considerado la orquestación como una parte integral de la composición: no puedo imaginar entregar una pieza musical que he compuesto a otra persona para que la orqueste. Siempre prefiero finalizar lo que he escrito siempre que sea posible. (...) tuve aproximadamente 6 semanas para escribir y orquestar cerca de 75 minutos de música."
Andrew Powell sobre su trabajo en Ladyhawk (2006) 

En 1990 participa en Freudiana primer álbum en solitario acreditado a Eric Woolfson tras la disolución en The Alan Parsons Project. Posteriormente volvería a colaborar con Alan Parsons para producir y componer cuatro canciones del primer álbum en solitario de Parsons Try Anything Once (1993). Esa colaboración le llevaría a participar en siguientes álbumes en solitario de Parsons On Air (1996) y The Time Machine (1999). También formaría parte de la denominada Alan Parsons Band y Alan Parsons Live Project un proyecto que realiza interpretaciones en vivo de la música compuesta por Parsons y Woolfson.
Más tarde Powell realizó trabajos para Elaine Paige y The Hollies.

## Discografía
- Play The Best Of The Alan Parsons Project (1983)[19]
- Behind The Tracks (1983)[27]
- Ladyhawke (1985)[28]
- Full Circle (2012)[29]
- Rocket Gibraltar (2018)[30]